# Suore dello Spirito Santo (Coblenza)
Le Suore dello Spirito Santo (in tedesco Schwestern vom Heiligen Geist) sono un istituto religioso femminile di diritto pontificio: le suore di questa congregazione pospongono al loro nome la sigla S.H.Sp.

## Storia
La congregazuìone fu fondata a Coblenza dal sacerdote Philip de Lorenzi per l'assistenza ospedaliera e l'educazione dei giovani della classe borghese.
Ottenuta l'approvazione di Wilhelm Arnoldi, vescovo di Treviri, il 4 giugno 1857 de Lorenzi riunì a Marienhof una comunità di quattro giovani donne guidate da Anna Maria Hölscher, che fu la prima superiora dell'istituto e ne è ritenuta la cofondatrice.
La prima vestizione religiosa ebbe luogo a Coblenza il 30 dicembre 1857.
A causa del Kulturkampf il fine dell'insegnamento fu soppresso dagli statuti, ma alla vigilia della prima guerra mondiale l'istituto tornò a svilupparsi.
La prima filiale all'estero fu aperta nei Paesi Bassi nel 1931; nel 1974 furono fatte le prime fondazioni in India.
La congregazione ricevette il pontificio decreto di lode l'8 settembre 1910 e le sue costituzioni ottennero l'approvazione definitiva il 18 aprile 1939; l'istituto è aggregato all'Ordine di Sant'Agostino dal 12 dicembre 1950.

## Attività e diffusione
Le suore si dedicano soprattutto al lavoro ospedaliero.
Oltre che in Germania, le suore sono presenti in India e in Tanzania. la sede generalizia è a Coblenza.
Alla fine del 2011 la congregazione contava 244 religiose in 39 case.